# Würtz Ádám
Würtz Ádám (Tamási, 1927. június 2. – Budapest, 1994. május 13.) Munkácsy Mihály-díjas és érdemes művész magyar grafikus, könyvillusztrátor.

## Életpályája

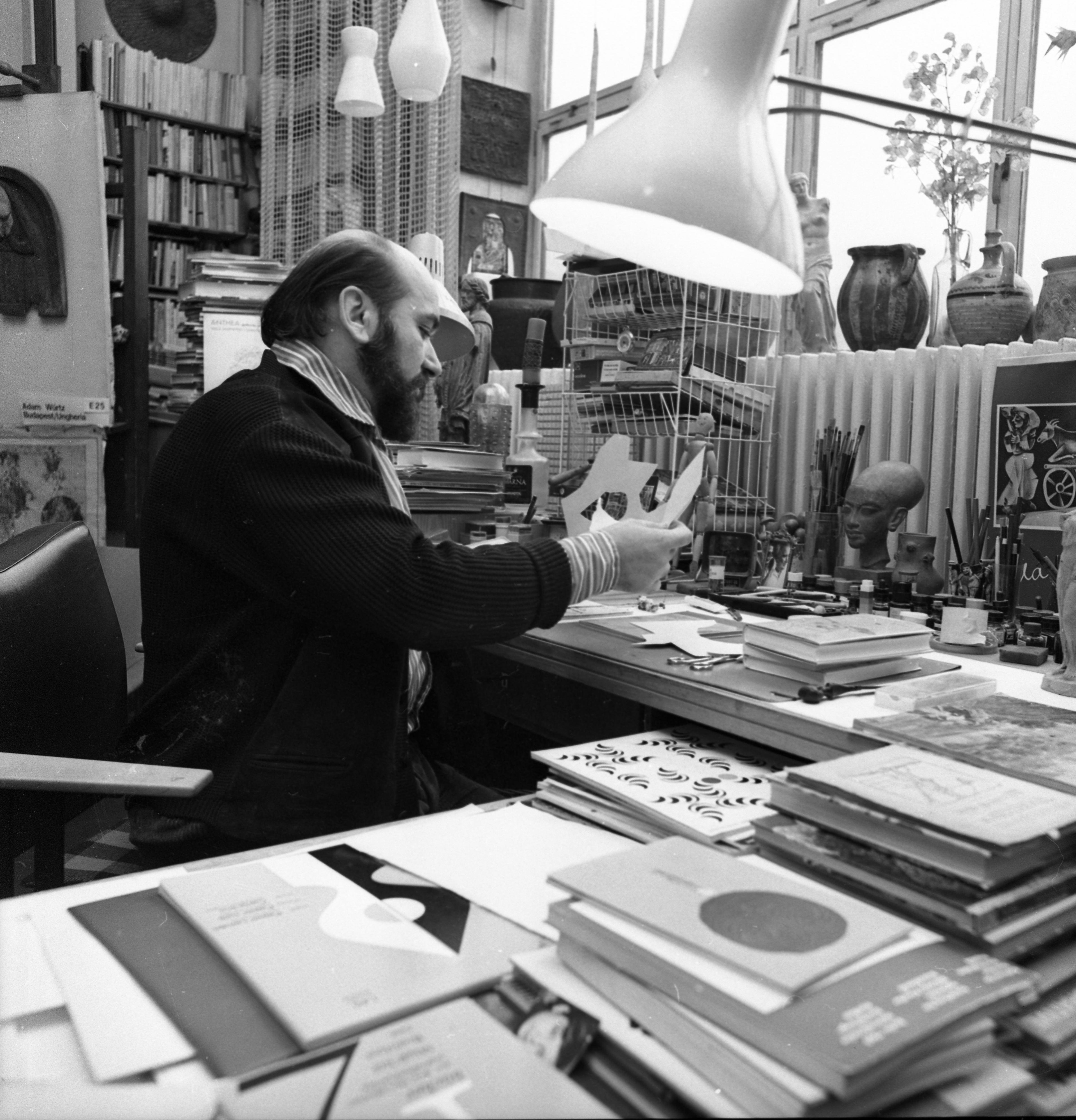
Würtz Ádám az otthonában 1972-ben

Nagyapja (ugyancsak Würtz Ádám), Temes megyéből kivándorolt az Egyesült Államokba. New Yorkban a Metropolitan színháznál kosztümszabóként dolgozott, s csak az első világháború után gondolt a hazajövetelre. Édesapja (Würtz József) a nagyapát megelőzve korábban hazatért és Tamásiban telepedett le, gazdálkodni kezdett néhány holdon és feleségül vette a helybéli Molnár Arankát. Hat gyermekük született, közülük a harmadik Würtz Ádám.
Már kisgyermekként sokat rajzolt, festegett a természet után, képeslapokat másolgatott. Taníttatására nem volt pénz. Első iskolái után a helyi nyomdában dolgozott, ahol titkos szenvedélyét a rajzolást természetesen nem hagyta abba, sőt ólommetszeteket is készített a helyi Tamási Híradónak. 1946 tavaszán már saját kis műtermet rendezett be magának, olajfestéssel is próbálkozott, Markó-reprodukciókat másolgatott. 1946 őszén a budapesti Derkovits Kollégium felvételt hirdetett. Ide küldött be titokban portrékat, tollrajzokat. Október 25-én behívták a kollégiumba. Ekkor járt életében először Budapesten. Itt, a fővárosban két évig sűrítve kapta meg mindazt, amihez idáig nem juthatott hozzá. A Budai Szabad Akadémián Kállai Ernőtől tanulhatott művészettörténetet, Szervánszky Endrétől zenetörténetet, Tolnai Gábortól irodalmat, Kmetty János és Koffán Károly rajzot tanított, Beck András, Medgyessy Ferenc szobrászatot. Egy év múlva már George Grosz és Picasso rajzai tetszenek Würtznek. A Munkácsy utcai esti iskolában tett szakérettségit.
1948 és  1953 között a Képzőművészeti Főiskolára járt festészeti és sokszorosító grafikai szakokon, ahol Hincz Gyula, Bortnyik Sándor, Pór Bertalan, Koffán Károly voltak a tanárai, mesterei. Diplomamunkái: rézkarc-illusztráció József Attila életéből, és rézkarc sorozat Hazánk tájai címmel. A főiskola befejezése után a dunaújvárosi művésztelepen az ottani építkezésekről készített rézkarc sorozatot. 1953-ban kapta meg első megbízását könyvillusztrációk elkészítésére az Ifjúsági Könyvkiadótól. Ez a fajta tevékenység – az illusztrációk készítése – idővel életformájának egyik meghatározó része lett. Később tanulmányutakat tett a Szovjetunióban, Ausztriában, Romániában, Görögországban, Olaszországban, Kínában, Svájcban, Franciaországban, Angliában, Németországban és Lengyelországban. Kiállításokon 1945-től szerepelt. Tagja volt a Rézkarcoló Művészek Alkotóközösségének.
Elsősorban illusztrátorként, könyvekhez készített grafikáiról, linómetszetiről és rézkarcairól volt ismert. József Attila és Shakespeare műveinek illusztrálásával érte el a legnagyobb sikereit. Munkássága a magyar grafika egyik kiemelkedő teljesítménye. Élete utolsó éveiben a grafika mellett festészettel is foglalkozott, olajfestményeket és vegyes technikájú képeket készített.
1955-ben vette feleségül Szentirmai Klára textilművészt, házasságukból három gyermek született.

## Díjai, elismerései

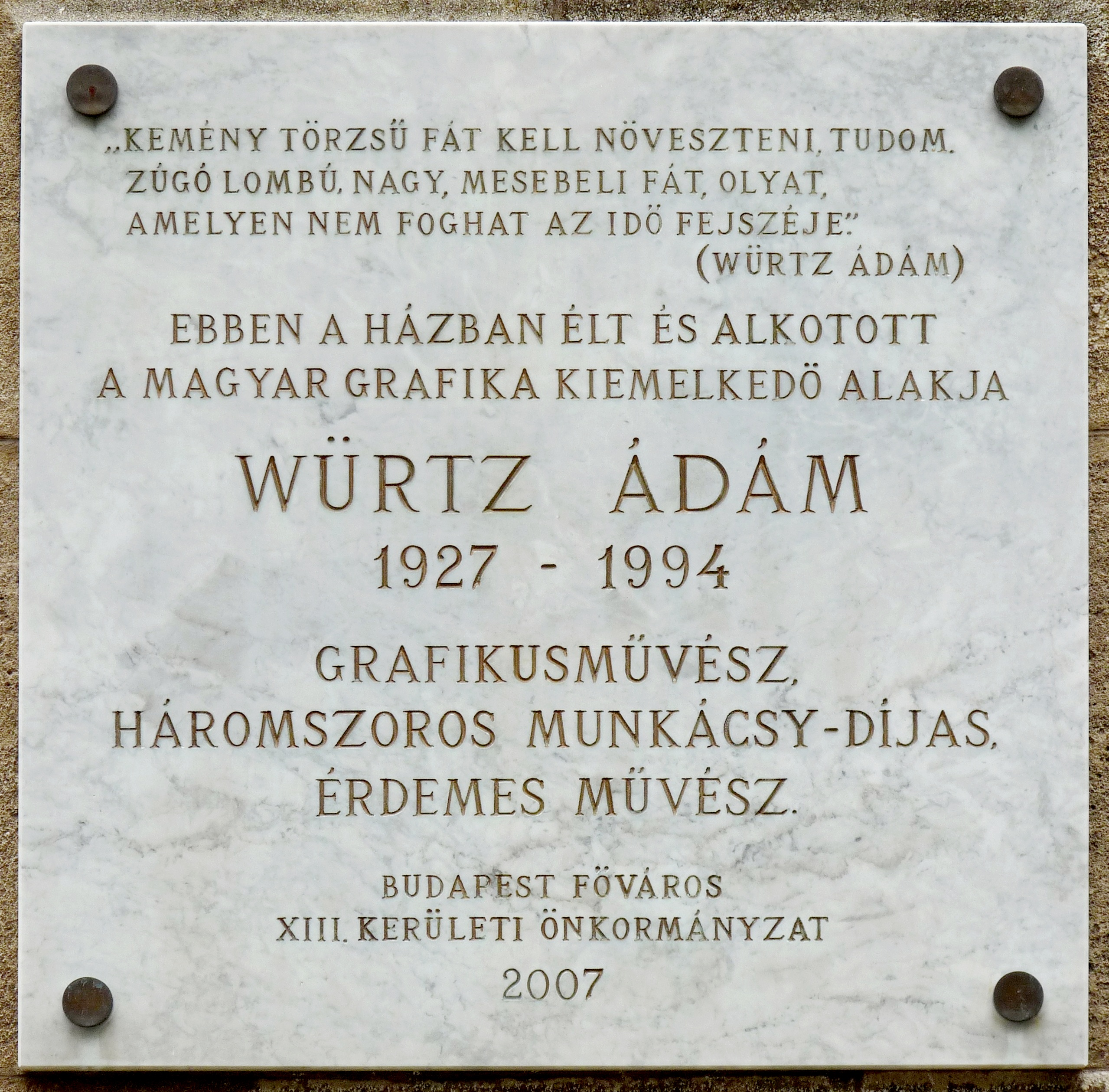
Würtz Ádám emléktáblája egykori lakóhelyén, Budapesten a Máglya köz 4. szám alatt

- 1957, 1966, 1970 Munkácsy Mihály-díj (III., II. és I. fokozat)
- 1959 Világifjúsági Találkozó-díj, Bécs
- 1966 Luganói Biennálé díja
- 1967 Nyári Tárlat díja, Szeged
- 1968: Arany Toll Biennálé díja, Belgrád; Tommaso Campanella Művészeti Akadémia ezüstérme, Róma
- 1969 Év Legszebb Naptára aranyérem, London (Bartók-opera rézkarcai); Tommaso Campanella Művészet Akadémia aranyérme, Róma
- 1971 IV. Miskolci országos grafikai biennálé nagydíja
- 1971 Nemzetközi Könyvillusztrációs Biennálé díja, Pozsony
- 1986 Érdemes művész, Nemzetközi Andersen Bizottság IBBY díja

## Egyéni kiállítások
- 1958 • Brüsszeli Világkiállítás • Kulturális Kapcsolatok Intézete Kiállítóterem, Budapest
- 1964 • Dürer Terem, Budapest
- 1965 • Collegium Hungaricum [Domanovszky Endrével, Kerényi Jenővel], Bécs
- 1967 • Déri Múzeum, Debrecen
- 1968 • Magyar Nemzeti Galéria, Budapest • Stift- und Buchkunst Museum, Frankfurt am Main
- 1970 • Rippl-Rónai József Múzeum, Kaposvár • Bartók Béla Kultúrház, Dunaújváros • Prága
- 1971 • Lengyel Képzőművészek Szövetségének Klubja, Varsó • Krakkó
- 1973 • Világkiállítás, Montreal • Helikon Galéria, Budapest • Szántó Kovács Múzeum Orosháza • VII. Országos grafikai biennále, Miskolc
- 1975 • Balmazújváros • Gőgös Ignác Művelődési Központ, Tamási
- 1976 • József Attila Színház • Kulturbund der DDR, Berlin • Ifjúsági Ház, Zalaegerszeg
- 1977 • Babits Mihály Művelődési Központ, Szekszárd • Nagy Balogh Terem, Kispest • Kner Nyomda, Békéscsaba
- 1978 • Szeged • Falumúzeum, Nagytarcsa
- 1979 • Egyetemi Könyvtár, Debrecen • Profile Gallery, New York
- 1980 • The National Arts Club, New York • G. Nordvasten, Helsingborg (SVE) • Angus Bruce Gallery, New York • The Union Leauge Club, New York
- 1981 • Hammer Gallery, New York
- 1982 • Vármúzeum, Simontornya • Gold Gallery, San Francisco • Hammer Gallery, New York • Hungarian Folk Museum, New Jersey
- 1983 • Hammer Gallery, New York • Profile Gallery, New York
- 1984 • Börzsöny Múzeum, Szob • Művelődési Központ, Keszthely • Brodigan Gallery, New York • Művelődési Központ, Lenti • Erzsébetvárosi Műhely
- 1985 • Profile Gallery, New York • Tavaszi Fesztivál, Budapest
- 1986 • Néphadsereg, Tatabánya • Megyei Könyvtár, Békéscsaba • Dózsa Művelődési Központ • Iskolai Galéria, Sarkad • Tamási Galéria, Tamási • Mini Galéria, Miskolc • Tokió
- 1987 • Dürer Terem, Budapest
- 1988 • Csepel Galéria, Budapest
- 1989 • Arte Fiera, Bologna
- 1990 • Koller Galéria, Budapest
- 1994 • Művészetek Háza, Szekszárd

## Művei közgyűjteményekben
- Ermitázs, Szentpétervár
- Fővárosi Képtár, Budapest
- Klingspor Museum(wd), Frankfurt
- Magyar Nemzeti Galéria, Budapest
- Petőfi Irodalmi Múzeum, Budapest
- Puskin Múzeum, Moszkva

### Magyar nyelvű irodalom
- Szíj Rezső: Würtz Ádám (kat. bev., Déri Múzeum, Debrecen 1967. július)
- Bajor Nagy Ernő: Vitéz Lászlóék követe a nagyvilágban, Szabad Föld, 1969. június 1.
- Takáts Gyula: Würtz Ádám (kat. bev., Kaposvár, 1970)
- Horváth György: Szép könyvek dicsérete, Magyar Nemzet, 1972. december 24.
- Heimann Ildikó: Felfedezni és szeretni a világot, Magyar Nemzet, 1974. március 26.
- Szíj Rezső: A Szép Szó Galériája, Magyar Nemzet, 1975. május 17.
- Szíj Rezső: Würtz Ádám (kat. bev., Tamási, 1975. október)
- Sik Csaba: Würtz Ádám huszonöt rajza József Attila születésének 70. évfordulójára, Magvető kiadó, Budapest, 1975
- Würtz Ádám (kat. bev., Szekszárd, 1977)
- Szalay Károly: Würtz Ádám (kat. bev., Nagytarcsa, 1978)
- Barta János: Würtz Ádám debreceni kiállításának katalógusához (kat., Egyetemi Könyvtár, Debrecen, 1979)
- Bozóky Mária , Dávid Katalin: Würtz Ádám, Képzőművészeti Alap Kiadóvállalata, Budapest, 1980 ISBN 963-336-204-0
- Würtz Ádám: Würtz Ádám rajzok, Békés Megyei Könyvtár, Békéscsaba, 1981 ISBN 963-01-3157-9
- Fenyves György: Hangulatok tussal, szénnel, ceruzával, Élet és Irodalom, 1985. szeptember 5.
- Szíj Rezső: Würtz Ádám (kat. bev., Tamási, 1986)
- Würtz Ádám (kat. bev., Szekszárd, 1994)

### Idegen nyelvű irodalom
- Hans Hildebrant: Die Kunst des XIX. und XX. Jahrhunderts. Akademische Verlaggesellschaft Athenaion, Wildpark-Potsdam, 1924
- Ervin Tóth: Graphik in Europa. Dr. Vajna és Bokor, Budapest, 1943
- Horst W Janson-Dora Jane Janson: Malerei unserer Welt. Verlag M. DuMont, Schauberg, Köln, 1960
- Jean Cassou: panorama des Arts Plastiques contemporains. Gallimard, 1960
- Paul Klee: Vogel-begebubg: R. Piper and Co., München, 1960
- Victor Lasareff: Icones russes. Flammarion, 1962
- Henri Perruchot: L'Art moderne á travers le monde. Hachette, 1963
- Traum-Zeichen-Raum: Benennung des Unbekannten. Kunst in den Jahren 1924-1939. Köln, 1965
- Patrick Walsberg: Surrealism. thames and Hudson, London, 1965
- Gaëtan Picon: Panorama des Idées contemporaines. Gallimard, 1968
- Walter Plata: Adam Würtz. Ein ungarischer Illustrator. Gebrauchsgraphik. Januar  1969
- L'Art de notre temps I-II. La Connaissance S. S., Bruxelles, 1969
- Kunst der Sechsziger Jahre. Wallraf-richartz Museum, Köln, 1969
- Michel Ragon: Vingt-cinq Ans d'art vivant. Casterman, 1969
- Guillaume Janneau-Marcel-andré Stalter: L'art moderne. Presses universitaires de France, Paris, 1970
- John Willett: Expressionism. World University Library, London, 1970
- Horst Bartsch: Auskunft über Adam Würtz, Juli 1971
- Alexander Fricky: Ikony-Vychodoslovenské vydavatelstvo, Košice, 1971
- Ella Gankina: Isztocsnik o vraznosti. V Mire Knyig, 1978. 5. szám